# Codex Sangallensis 904

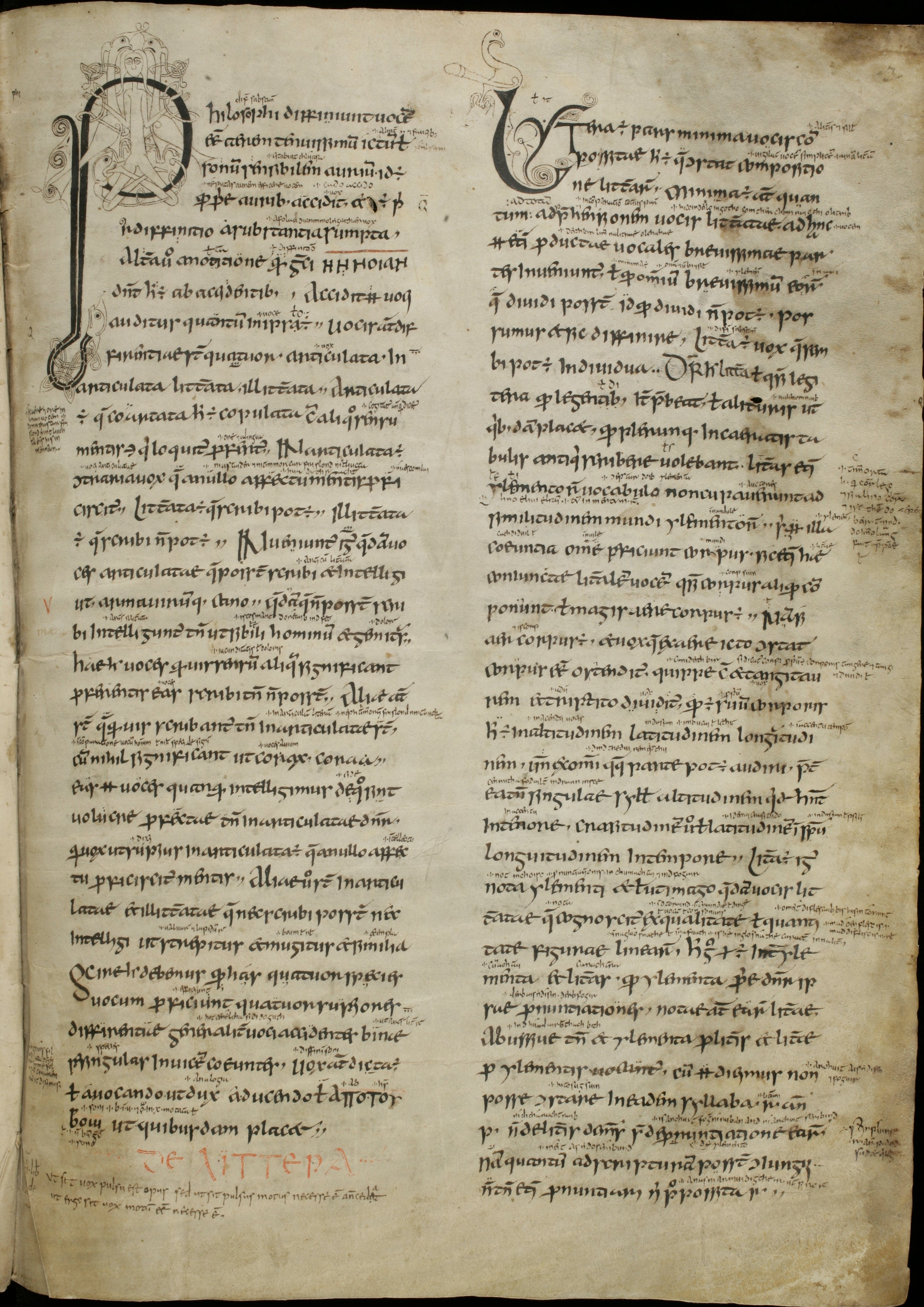
Codex Sangallensis 904, Seite 3

Der Codex Sangallensis 904, bekannt als St. Galler Priscian, ist eine irische Handschrift der Institutiones grammaticae des römischen Grammatikers Priscian. Sie befindet sich in der Stiftsbibliothek St. Gallen. Die Handschrift enthält über 9412 Glossen, darunter 3478 in altirischer Sprache. Zusammen mit den Würzburger Glossen zu den Briefen des Paulus und den Mailänder Glossen zu den Kommentaren zu Psalm 14 und 40 bietet die Handschrift die Hauptquelle von altirischem Text und gilt als wichtige Referenz für die linguistische Forschung zur altirischen Sprache.

## Herkunft der Handschrift
Das ursprüngliche Institutiones Grammaticae wurde zwischen 526 und 527 veröffentlicht und danach als Lehrmittel für die lateinische Grammatik in Irland benutzt. Cod. Sang. 904 ist eine von vier überlieferten Handschriften.
Die Handschrift scheint um 845 n. Chr. erstellt worden zu sein, womöglich in der nordirischen Stadt Bangor, der ursprünglichen Heimat des St. Gallus.
Aufgrund expliziter Hinweise im zweiten Teil der Handschrift lässt sich sagen, dass es zwei Hauptschreiber und wahrscheinlich drei Korrektoren gab. Nach einer Notiz auf Seite 89 wurde die Handschrift von zwei Vorlagen kopiert. Ein Loblied auf den Kölner Erzbischof Gunthar (850–863) in karolingischer Schrift suggeriert, dass die Handschrift nach ihrer Erstellung nach Köln gelangte. Der früheste Nachweis im Bestand des Klosters St. Gallen findet sich im Jahre 1460.

## Inhalt und Beschrieb
Der St. Galler Priscian umfasst 249 Seiten, jedoch springt die Paginierung von Seite 78 auf Seite 88, womit die eigentliche Seitenzahl des Manuskripts auf 240 Seiten reduziert wird. Die Handschrift besteht aus dickem, grauem Pergament und enthält mehrere Löcher, welche ausgeflickt wurden, sowie Fettflecken an einigen Stellen. Die Seiten sind in zwei Spalten mit jeweils 42 Zeilen geteilt. Die Tinte ist dunkelbraun und schwarz. Die Initialen am Anfang der Bücher und Kapitel sind mit Elementen aus Flora und Fauna geschmückt.
Die Handschrift beinhaltet die ersten 16 Bücher des Priscian sowie einen Teil des 17. Buches bis zur Stelle  GL 3, 147, 18 "naturaliter". Abgesehen von einer Zäsur am Ende des 15. Bogens wurde der Text kontinuierlich geschrieben. Die Handschrift wurde in insularer Minuskel geschrieben.

## Glossen
Cod. Sang. 904 ist bekannt für die große Anzahl von Glossen in Latein und Altirisch. Dazu kommen acht Glossen in der Ogham-Schrift, welche als älteste überlieferte Quelle der Ogham-Schrift in einer Handschrift gelten.
Zu den wertvollsten Glossen gehören zwei verschiedene altirische Gedichte, welche nur in dieser Handschrift existieren. Das erste Gedicht ist ein anonymes Gedicht aus dem 9. Jahrhundert, bekannt als Is acher in gaíth in-nocht. Das zweite Gedicht auf Seite 203 liest sich in der englischen Übersetzung folgendermaßen:
(m.i.) Domfarcai fidbaidae fál. fomchain lóid luin lúad nad cél. huas mo lebrán indlínech. fomchain trírech innaṅén .., Fommchain cói menn medair mass. hiṁbrot glass de dindgnaib doss. debrath nomchoimmdiu cóima. cáinscríbaimm foróida r<oss>.

"A hedge of trees surrounds me: a blackbird’s lay sings to me—praise which I will not hide— above my booklet the lined one the trilling of the birds sings to me. In a gray mantle the cuckoo’s beautiful chant sings to me from the tops of bushes: may the Lord be kind to me! I write well under the greenwood."